# 795
795(칠백구십오)는 794보다 크고 796보다 작은 자연수다.

## 수학
- 합성수로, 그 약수는 1, 3, 5, 15, 53, 159, 265, 795다. 진약수의 합은 501이므로, 795는 부족수다.
- 105번째 쐐기수다. 앞의 쐐기수는 790, 다음 쐐기수는 805다.
  - 32번째 홀수 쐐기수다. 앞의 홀수 쐐기수는 777, 다음은 805다.
- {\displaystyle 23^{4}-1}은 795로 나누어떨어진다.

## 과학
- NGC 795: 에리다누스자리 방향에 있는 타원은하.
- 795 피니(영어판): 소행성.

## 교통
- 고속도로
  - 주간고속도로 제795호선(영어판): 미국의 고속도로인 주간고속도로 제95호선의 지선 노선.
- 기타 도로
  - 795번 지방도: 전북특별자치도 진안군 진안읍에서 용담면까지 이어지는 대한민국의 지방도.
  - 현도 제795호선

## 군사
- 795 해군 항공대(영어판): 과거 존재한 영국의 해군 항공대.

## 문화유산
- 대한민국의 보물 제795호: 장흥 천관사 삼층석탑

## 기타
- 연도: 795년, 기원전 795년